# 486 a. C.
El año 486 a. C. fue un año del calendario romano prejuliano. En el Imperio romano se conocía como el Año del consulado de Viscelino y Rutilo (o menos frecuentemente, año 268 Ab urbe condita).

## Acontecimientos
- Jerjes I comienza su reinado en Persia enfrentándose a una rebelión en Egipto y dejando a su hermano Aquemenes como sátrapa de la provincia.
- Propuesta del cónsul Espurio Casio para el reparto de tierra pública.

## Nacimientos
- Buda, religioso nepalí, creador del budismo. (Año más probable).[1]

## Fallecimientos
- Darío I, rey aqueménida de Persia.